# Astragalus tephrosioides
Astragalus tephrosioides är en ärtväxtart som beskrevs av Pierre Edmond Boissier. Astragalus tephrosioides ingår i släktet vedlar, och familjen ärtväxter. Inga underarter finns listade i Catalogue of Life.